# Сан-Сальваторе-Телезино
Сан-Сальваторе-Телезино (итал. San Salvatore Telesino) — коммуна в Италии, располагается в регионе Кампания, подчиняется административному центру Беневенто.
Население составляет 3695 человек, плотность населения составляет 205 чел./км². Занимает площадь 18,15 км². Почтовый индекс — 82035. Телефонный код — 0824.
Покровителем населённого пункта считается святой Леуций. Праздник ежегодно празднуется 11 января.